# Сибірякова Олена Олександрівна
Олена Олександрівна Сибірякова (21 вересня 1972, Київ) — український фахівець в царині суспільних комунікацій і медіатехнологій, кандидат історичних наук. Керуючий партнер Групи компаній «Рост».

## Біографія
Народилась у Києві 21 вересня 1972 року.
Закінчила середню школу № 135 в м. Києві.
- 1994 р. — Київський національний університет театру, кіно і телебачення імені Івана Карпенка-Карого (Київ, Україна)
- 2010 р. —  Chartered Institute of Public Relations[en] (Лондон, Велика Британія)[3]

Кандидат історичних наук, в кінці 90-х рр. захистила кандидатську дисертацію «Відеокомунікація в структурі сучасної культури: еволюція впливу на людину» за спеціальністю історія і теорія культури.

## Професійна діяльність

### Робота у сфері суспільних комунікацій
Починала свою кар'єру журналістом на телеканалі 1+1.
- 1996 р. — теперішній час — займається консультуванням в сфері суспільних комунікацій — для бізнесу і політики.

Провела більше 20 виборчих кампаній в Україні, Росії, Киргизстані. У різні роки працювала з Валерієм Хорошковським, Анатолієм Кінахом, Ігорем Бакаєм, Віктором Ющенком
- 1998 р. — теперішній час — засновниця і керуючий партнер Групи компаній «Рост».

Профіль діяльності: комунікації у сфері IT технологій, FMCG, побутової техніки, фармацевтики і косметики, виробництва і маркетингу будівельних матеріалів.
- 2010 р. — теперішній час — заснування Фонду якісної політики, керівник програм фонду[9].

Викладає на кафедрі тележурналістики, дикторів і ведучих телепрограм Київського національного університету культури і мистецтв.
Член Chartered Institute of Public Relations «CIPR» — професійній Асоціації PR-фахівців в Європі з освіти у сфері комунікацій, входить до складу Громадської Організації "Український Клуб «Aspen».
Входить до числа експертів Всеукраїнської молодіжної громадської організації «Студентська республіка».

### Розробка медіатехнологій
2008 р. — теперішній час — керівництво розробкою і реалізацією інноваційної платформи SINCE (Synchronous INstrumental Center),,,,,.
Платформа дозволяє необмеженій кількості користувачів з усього світу і всіх типів пристроїв (мобільний, планшет, ноутбук), в режимі реального часу дивитися, оцінювати і обмінюватися своїми емоціями та думками з приводу мультимедіаданих,.
У 2013 році тестування технічних можливостей SINCE було проведене фахівцями Київського політехнічного інституту Тимуром Шемседіновим та Андрієм Губським. Тест підтвердив результат SINCE на здатність утримувати більше 60 тисяч одночасних підключень та стабільної роботи при використанні одного сервера.
За словами Олени Сибіряковой, SINCE може конкурувати з провідними міжнародними сервісами оцінки медіа- і відеоконтенту та має унікальні можливості (необмежене число підключень й легка інтеграція з телебаченням),.
У 2013 році SINCE отримав патент Всесвітньої організації інтелектуальної власності, а в 2014-му — платформа буде представлена на міжнародному ринку.

## Книги, блоги, дослідження
- «Траєкторія Події» (2006 р.)[22],[23],[24]. Це збірка притч і новел. Їх можна об'єднати однією фразою — усі вони про мандри вигадані і реальні.

- «Україна. Точка G» (2012 р.)[25]. За словами автора: "Книга, звичайно ж, і про вибори, про те, як заробити мільйон, і про людей професії, якої вже немає[26].

Книга викликала неоднозначні реакції серед літературних критиків і широкої читацької публіки,,.
Веде авторські колонки:
- «Траєкторія Олени Сибіряковой», про особливості українських політтехнологій на ресурсі «Рекламастер»[30]

- Власний блог на «Українській Правді»[1]

- Персональний блог[31]

Дає коментарі для українських та іноземних ЗМІ, як експерт в області суспільних комунікацій,,,,,,, .

## Інтерв'ю
- «Три крапки над і». Ідеї, про які треба знати. Люди, яких варто почути. Олена Сибірякова .

- Як люди вирішують, за кого голосувати? Що є головною проблемою України? Що має відбутись, щоб змінилась система, яка не влаштовує всіх? — Дивіться другу частину інтерв'ю з ОЛЕНОЮ СИБІРЯКОВОЮ у програмі «Три крапки над і»

- Алена Сибирякова: «Приходится быть собутыльником, исповедником, злобной стервой»

- Алена Сибирякова: «Творчество как метод освоения реальности»

- Олена СИБІРЯКОВА «Партія регіонів робить помилки, але не розуміє, що робить їх. І в цьому — її сила»

- Политтехнолог Алена Сибирякова о заговорах, интригах и конце политтехнологий

## Цікаві факти
Від представників української преси Олена Сибірякова отримала прізвисько «єдина в Україні жінка-політтехнолог»,.
Висунула тезу про «кінець політтехнологій в Україні» в 10-ті роки XXI століття, оскільки політтехнологи перестали бути носіями ексклюзивного знання.
Вважає, що можливо зробити темношкіру людину президентом України.